# Australian Masters 1982
Das Australian Masters 1982, alternativ Winfield Masters 1982 oder auch Winfield Australian Masters 1982, war ein professionelles Snooker-Einladungsturnier der Saison 1982/83. Das Turnier wurde im Juli 1982 im Tattersalls Club oder in den TV-Studios von Channel 10 in der australischen Stadt Sydney ausgetragen. Sieger wurde der Engländer Steve Davis, der im Finale Lokalmatador Eddie Charlton besiegte. Aufzeichnungen über potenziell hohe Breaks sind unbekannt.

## Preisgeld
Als Sponsor des Turnieres trat wie auch schon in den Vorjahren Winfield in Erscheinung. Im Vergleich zum Vorjahr stieg das Preisgeld um gut 7.000 Pfund Sterling auf 18.568 £ an, die geschlossen auf den Sieger entfielen.

## Turnierverlauf
Das Turnier wurde von Eddie Charlton organisiert. Insgesamt wurden acht Spieler eingeladen, die je zu viert in einer Gruppe jeweils einmal gegeneinander spielten. Die beiden Erstplatzierten jeder Gruppe qualifizierten sich fürs Halbfinale, ab dem im K.-o.-System um den Titel gespielt wurde. Während in der Gruppenphase nur jeweils ein Frame pro Partie gespielt wurde, wurden die Ergebnisse der Halbfinalspiele aus der Summe der Ergebnisse zweier Frames und im Finale dreier Frames errechnet. Dies heißt, dass im Folgenden alle Ergebnisse in Punkten angegeben sind.

### Gruppenphase

#### Gruppe A
Die erste Gruppe gewann Eddie Charlton, der neben zwei weiteren Siegen dies einem deutlichen Sieg über Steve Davis zu verdanken hatte, welcher dennoch sich mit zwei Siegen aus seinen anderen Partien mit dem zweiten Platz für das Halbfinale qualifizierte. Rang drei belegte John Spencer bedingt durch einen deutlichen Sieg über den viertplatzierten Kanadier Cliff Thorburn.
| Platz | Spieler        | Partien | S | N | Punkte  |
| ----- | -------------- | ------- | - | - | ------- |
| 1     | Eddie Charlton | 3       | 3 | 0 | 292:55  |
| 2     | Steve Davis    | 3       | 2 | 1 | 210:182 |
| 3     | John Spencer   | 3       | 1 | 2 | 148:203 |
| 4     | Cliff Thorburn | 3       | 0 | 3 | 75:285  |

| Spiel | Spieler 1      | Ergebnis    | Spieler 2      |
| ----- | -------------- | ----------- | -------------- |
| 1     | John Spencer   | 8105:8105   | Cliff Thorburn |
| 2     | Steve Davis    | 2895:2895   | John Spencer   |
| 3     | Steve Davis    | 31111:31111 | Cliff Thorburn |
| 4     | Eddie Charlton | 4123:4123   | Steve Davis    |
| 5     | Eddie Charlton | 3669:3669   | Cliff Thorburn |
| 6     | Eddie Charlton | 15100:15100 | John Spencer   |

#### Gruppe B
Der Sieger der allerersten Ausgabe des Australian Masters, Ian Anderson, gewann nur sehr knapp die Gruppe mit zwei Siegen und einer Niederlage vor Tony Meo, der ebenfalls nur zwei Spiele gewinnen konnte. Bemerkenswert dabei war die negative Punktedifferenz der beiden, womit nur der Drittplatzierte Ray Reardon eine positive Differenz vorweisen konnte. Den letzten Platz belegte der amtierende Weltmeister Alex Higgins.
| Platz | Spieler      | Partien | S | N | Punkte  |
| ----- | ------------ | ------- | - | - | ------- |
| 1     | Ian Anderson | 3       | 2 | 1 | 178:183 |
| 2     | Tony Meo     | 3       | 2 | 1 | 175:203 |
| 3     | Ray Reardon  | 3       | 1 | 2 | 200:139 |
| 4     | Alex Higgins | 3       | 1 | 2 | 175:203 |

| Spiel | Spieler 1    | Ergebnis  | Spieler 2    |
| ----- | ------------ | --------- | ------------ |
| 1     | Ray Reardon  | 1198:1198 | Tony Meo     |
| 2     | Tony Meo     | 3885:3885 | Ian Anderson |
| 3     | Tony Meo     | 6779:6779 | Alex Higgins |
| 4     | Alex Higgins | 5458:5458 | Ray Reardon  |
| 5     | Ian Anderson | 4870:4870 | Ray Reardon  |
| 6     | Ian Anderson | 5070:5070 | Alex Higgins |

#### Halbfinale und Finale
Beide Halbfinale wiesen einen nur knappen Ausgang vor. Während sich im ersten Halbfinale Gruppensieger Eddie Charlton mit 138:94 noch relativ deutlich gegen Tony Meo durchsetzen konnte, verlor der Sieger der Gruppe B, Ian Anderson im zweiten Halbfinale mit 115:119 und damit nur um vier Punkte gegen Steve Davis. Letzterer gewann schließlich mit einem 254:100-Sieg über Charlton das Finale und damit das Turnier.

|  | Halbfinale Pkt. zweier Frames | Halbfinale Pkt. zweier Frames | Halbfinale Pkt. zweier Frames |  |  | Finale Pkt. dreier Frames | Finale Pkt. dreier Frames | Finale Pkt. dreier Frames |
|  |                               |                               |                               |  |  |                           |                           |                           |
|  |                               |                               |                               |  |  |                           |                           |                           |
|  | A1                            | Eddie Charlton                | 138                           |  |  |                           |                           |                           |
|  | B2                            | Tony Meo                      | 94                            |  |  |                           |                           |                           |
|  |                               |                               |                               |  |  | A1                        | Eddie Charlton            | 100                       |
|  |                               |                               |                               |  |  | A2                        | Steve Davis               | 254                       |
|  | A2                            | Ian Anderson                  | 115                           |  |  |                           |                           |                           |
|  | B1                            | Steve Davis                   | 119                           |  |  |                           |                           |                           |
|  |                               |                               |                               |  |  |                           |                           |                           |